# Johnius plagiostoma
Johnius plagiostoma es una especie de pez de la familia Sciaenidae en el orden de los Perciformes.

## Morfología
• Los machos pueden llegar alcanzar los 10 cm de longitud total.

## Hábitat
Es un pez de clima tropical y bentopelágico.

## Distribución geográfica
Se encuentra desde la Bahía de Bengala hasta Borneo,  Java y el Vietnam.

## Observaciones
Es inofensivo para los humanos.